# 1656

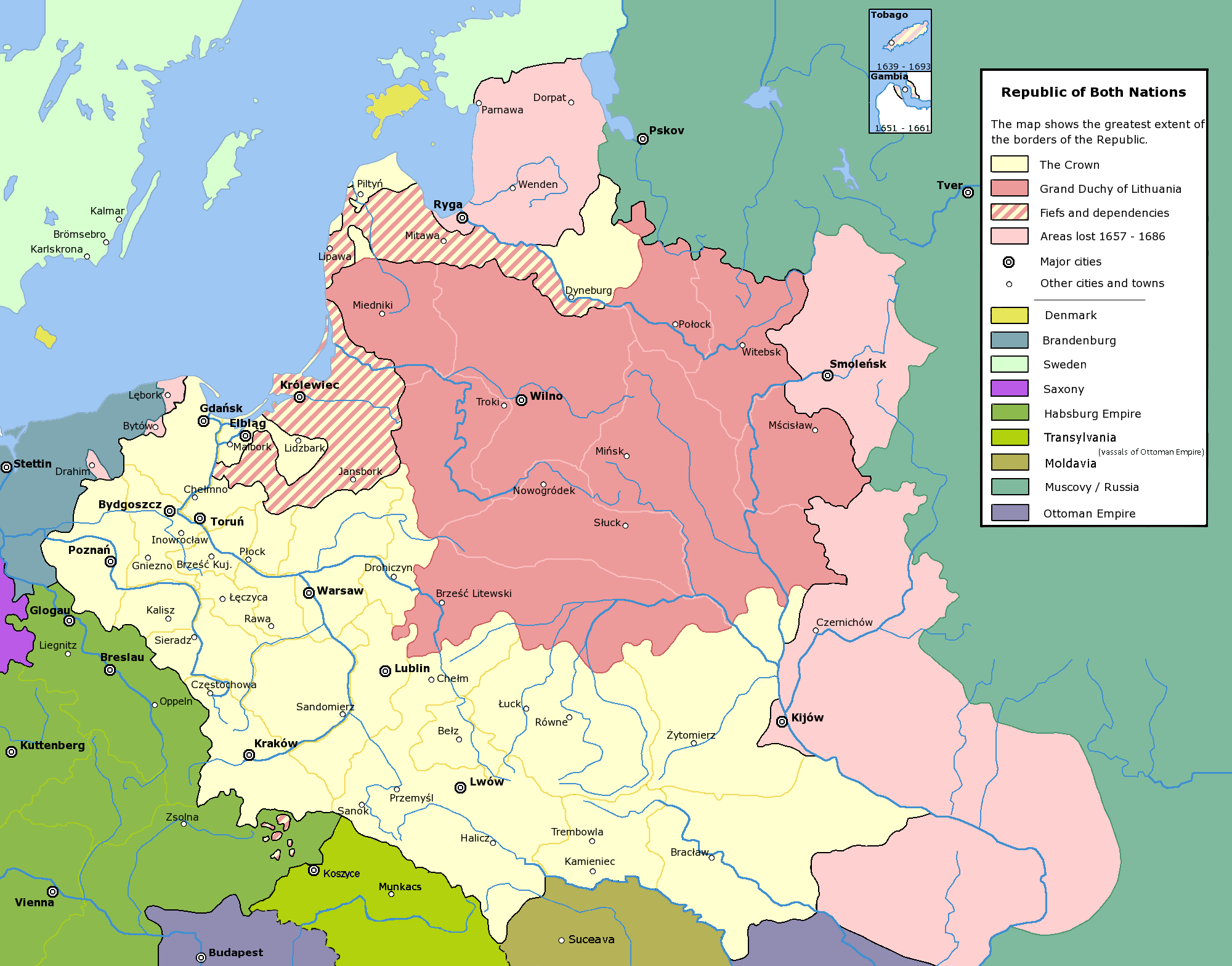
De republiek der beide landen Polen en Litouwen
op haar hoogtepunt

Het jaar 1656 is het 56e jaar in de 17e eeuw volgens de christelijke jaartelling.

## Gebeurtenissen
januari
- 8 - De Weeckelijcke Courante van Europa wordt voor het eerst uitgebracht door de uitgever Abraham Casteleyn in Haarlem.
- 17 - Het Verdrag van Koningsbergen wordt gesloten in Koningsbergen tussen Frederik Willem I, de keurvorst van Brandenburg-Pruisen en de Zweedse koning Karel X Gustaaf. Frederik Willem onderwerpt zich door dit verdrag aan de Zweedse koning en maakt van Brandenburg-Pruisen zo een vazalstaat.

juli
- 20 - Rembrandt wordt failliet verklaard. Zijn kunstverzameling, atelierspullen en huis worden aan de schuldeisers verkocht.
- 27 - De Portugese synagoge in Amsterdam spreekt een banvloek uit over Baruch de Spinoza. "Vervloekt zij hij bij dag en vervloekt zij hij bij nacht; vervloekt zij hij bij zijn uitgang en vervloekt bij zijn ingang. God zal hem niet vergeven. Gods toorn en gramschap zullen tegen deze man ontbranden en alle vloeken over hem uitstorten die in het Boek van de Wet beschreven zijn. En God zal zijn naam van onder de hemel uitwissen. Wij verordenen dat niemand mondeling of schriftelijk contact met hem onderhoudt, niemand hem enige gunst bewijst, niemand onder een dak met hem slaapt of binnen vier el bij hem in de buurt komt, niemand een door hem vervaardigd of geschreven document leest.’
- 30 - De Zweden en Pruisen verslaan de Polen in de slag bij Warschau tijdens de Tweede Noordse Oorlog.

augustus
- 18 - Het nieuwe VOC-Opperhoofd in Japan, Zacharias Wagener, arriveert op de handelspost Dejima.

september
- 30 - De raadspensionaris van Holland Johan de Wit laat door de Staten een plakkaat uitvaardigen dat filosofen verbiedt zich met de theologie in te laten en theologen om zich met de filosofie te bemoeien. Zo hoopt hij de heftige strijd binnen en buiten de universiteiten over de leer van Descartes in te tomen.

oktober
- 26 - In Siam zet de koningszoon Narai met buitenlandse hulp zijn oom Suthammaracha af en bestijgt zelf de troon.

november
- 6 - Alfons VI (Cintra) wordt koning van Portugal onder regentschap van zijn moeder.

zonder datum
- De Republiek stuurt een vloot onder Obdam naar Danzig, om te verhinderen dat de stad in Zweedse handen valt.
- Aanleg van het Amphitheater, met vijvers en fonteinen, bij de Springenberg, ontworpen door Jacob van Campen.
- Mazurië wordt verwoest door invallende Tataren, die in twee weken 30% van de bevolking uitmoordden.

## Muziek
- Giovanni Legrenzi componeert zijn Libro Secondo, Opus 4.

## Beeldende kunst

Gezicht op het Haarlemmermeer (1656) Jan van Goyen, Städelsches Kunstinstitut, Frankfurt am Main
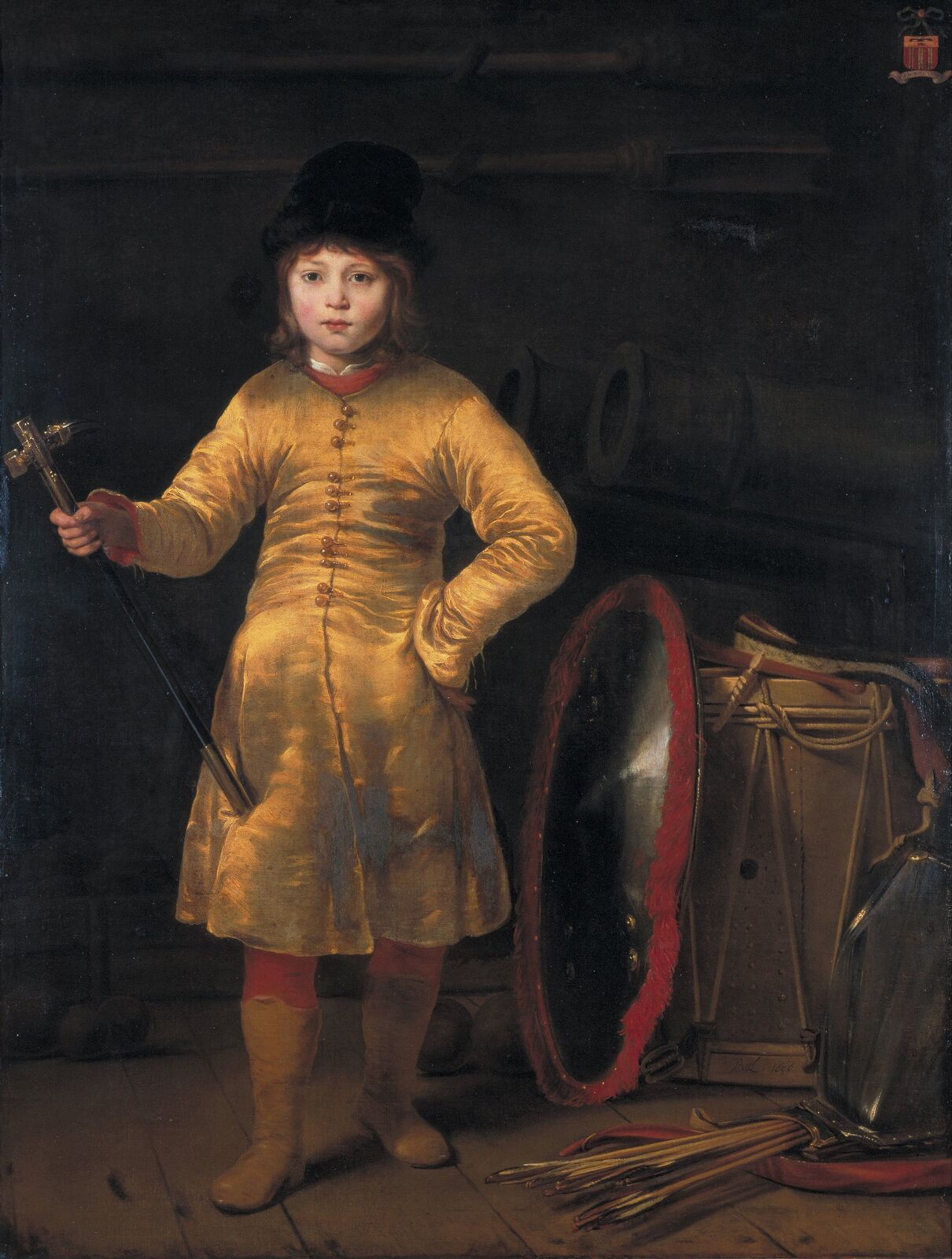
Jongen in Pools kostuum (1656) Ferdinand Bol, Museum Boijmans van Beuningen

## Bouwkunst

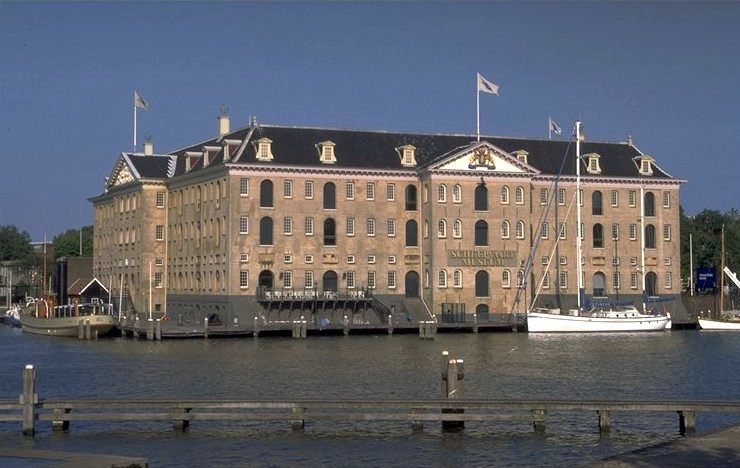
's Lands Zeemagazijn, Amsterdam Daniël Stalpaert